# 鲍承先
鲍承先（？—1645年），明朝末年清朝初年山西应县人，后入汉军正红旗。
原是明朝副将，万历年间为参将，天启二年（1622年），他投降后金，仍为副将。天聪三年（1629年）入文馆，随皇太极攻打明朝京师顺天府。据说他参与反间计诛杀袁崇焕。八年（1634年）为二等轻车都尉，崇德元年（1636年），被改国号为清的皇太极授为内秘书院大学士，三年（1638年），为吏部右参议，五年（1640年）为明朝锦州，畏缩退避被论罪，因病解任。顺治二年（1645年），鲍承先去世。

## 家庭
- 四子鲍敬（字简公），正红旗汉军参领，河南河北总兵官，晋右都督镇守大同，授銮仪卫銮仪使，《大同府志：人物》有传。

## 延伸阅读
[在维基数据编辑]
 《清史稿·卷232》，出自趙爾巽《清史稿》